# Ochetellus glaber
Ochetellus glaber es una especie de hormiga del género Ochetellus, subfamilia Dolichoderinae. Fue descrita científicamente por Mayr en 1862.
Se distribuye por Reunión, Sudáfrica, Estados Unidos, Borneo, China, India, Japón, Filipinas, Corea del Sur, Sri Lanka, Australia, Hawái, Nueva Caledonia, Nueva Zelanda, isla Norfolk e Islas Salomón. Se ha encontrado a elevaciones de hasta 1585 metros. Vive en microhábitats como nidos, troncos de árboles y debajo de piedras.